# Teorija vrednosti informacija
Vrednost informacija je iznos koji bi donosilac odluke bio spreman da plati za informacije pre donošenja odluke.

## Slični termini
Vrednost informacija se ponekad diferencira na vrednost savršene informacije, koja se takođe naziva vrednost pronicljivosti (VoC), i vrednost nesavršenih informacija. One su usko povezane sa široko poznatom očekivanom vrednošću savršene informacije (EVPI) i očekivanom vrednošću informacija uzorka (EVSI). Treba imati na umu da VoI nije nužno jednako „vrednost odluke situacije sa savršenim informacijama” - „vrednost trenutne situacije odlučivanja” kako se obično shvata.

## Definicije

### Jednostavna definicija
Jednostavan primer može da ilustruje koncept: Razmotrite situaciju odluke sa jednom odlukom, na primer odlučivanje o 'Aktivnosti na odmoru'; i jednom neizvesnosti, na primer kakvi će biti 'Vremenski uslovi'? Ali 'Vremenske uslove' se mogu znati tek nakon što se odluči i započne 'Aktivnost na odmoru'.
- Vrednost savršenih informacija o vremenskim uslovima obuhvata vrednost mogućnosti da se znaju vremenski uslovi čak i pre donošenja odluke o aktivnostima na odmoru. Ona se kvantifikuje kao najviša cena koju je donosilac odluke spreman da plati da bi mogao da zna vremenske uslove pre nego što donese odluku o aktivnostima na odmoru.
- Vrednost nesavršenih informacija o vremenskim uslovima, međutim, obuhvata vrednost mogućnosti saznanja ishoda druge povezane neizvesnosti, na primer, vremenske prognoze, umesto samih vremenskih uslova pre donošenja odluke o aktivnostima na odmoru. Kvantifikuje se kao najviša cena koju je donosilac odluka spreman da plati za mogućnost da zna vremensku prognozu pre nego što donese odluku o aktivnostima na odmoru. Imajte na umu da je to u suštini vrednost savršenih informacija o vremenskoj prognozi.

### Formalna definicija
Gornja definicija ilustruje da vrednost nesavršenih informacija bilo koje nesigurnosti uvek može biti uokvirena kao vrednost savršene informacije, tj. VoC, druge nesigurnosti, te će se nadalje koristiti samo termin VoC.

#### Standardna definicija
Razmotrite opštu situaciju odluke koja ima n odluka (d1, d2, d3, ..., dn) i m neizvesnosti (u1, u2, u3, ..., um). Pretpostavka racionalnosti u standardnoj individualnoj filozofiji donošenja odluka navodi da se ono što je napravljeno ili poznato ne zaboravlja, tj. donosilac odluke ima savršeno pamćenje. Ova pretpostavka se prevodi u postojanje linearnog uređenja ovih odluka i neizvesnosti tako da;
- di se pravi pre pravljenja dj ako i samo ako di dolazi ispred dj u redosledu
- di se pravi pre saznanja uj ako i samo ako di dolazi ispred uj u redosledu
- di se pravi nakon saznanja uj ako i samo ako di dolazi posle uj u redosledu

Razmotrite slučajeve u kojima je donosiocu odluke omogućeno da sazna ishod nekih dodatnih neizvesnosti ranije u njegovoj/njenoj situaciji odlučivanja, tj. neki ui se pomera da se pojavi ranije u redosledu. U tom slučaju, VoC se kvantifikuje kao najviša cena koju je donosilac odluke spreman da plati za sve te poteze.

#### Generalizovana definicija
Standard se zatim dalje generalizuje u okviru analize timskih odluka gde obično postoji nepotpuno deljenje informacija među članovima tima u istoj situaciji odlučivanja. U tom slučaju, ono što je doneto ili poznato možda neće biti poznato u kasnijim odlukama koje pripadaju različitim članovima tima, odnosno možda ne postoji linearni redosled odluka i neizvesnosti koje zadovoljavaju pretpostavku savršenog opoziva. VoC tako obuhvata vrednost mogućnosti da se znaju „ne samo dodatne neizvesnosti, već i dodatne odluke koje su već doneli drugi članovi tima” pre donošenja nekih drugih odluka u situaciji odluke tima.